# Шведский институт космической физики
Шведский институт космической физики (швед. Institutet för rymdfysik, IRF) — государственный научно-исследовательский институт Швеции, специализирующийся на фундаментальных и прикладных исследованиях в области космической физики, физики атмосферы и космических технологий.

## История
Первые измерительные приборы были размещены в Кируне ещё в конце 1940-х годов. В 1952 году начались наблюдения в Уппсале, где была создана Ионосферная обсерватория в составе Агентства оборонных научных исследований Швеции; в 1976 году она вошла в состав института. Ликсельская ионосферная обсерватория была присоединена в 1970 году, отделение в Лунде открылось в 1996 году.
Институт основан в 1957 году Королевской шведской академией наук под названием Геофизическая обсерватория Кируны (Kiruna Geophysical Observatory). В 1973 году преобразован в государственный научно-исследовательский институт, а в 1987 году получил современное название — Шведский институт космической физики (IRF).
Первый прибор, разработанный институтом, был выведен на орбиту в 1968 году на борту европейского спутника ESRO-1. В дальнейшем IRF принял участие более чем в тридцати международных космических миссиях. В 1986 году оборудование института находилось на борту первого шведского спутника Viking, а в 1988 году прибор IRF был отправлен к Марсу на советском межпланетном аппарате. Позднее институт принимал участие в миссиях к Венере, Луне, Сатурну, комете 67P/Чурюмова — Герасименко, Меркурию (миссия BepiColombo, 2018) и обратной стороне Луны (миссия Chang’e 4, 2019).

## Структура и руководство
Общее руководство деятельностью института осуществляет генеральный директор, которому подчиняются административные, научные и организационные подразделения. В состав исследовательских программ входят:
- Исследование солнечно-земных и атмосферных процессов (Solar Terrestrial and Atmospheric Research, STAR) — руководитель Йохан Керо ;
- Физика Солнечной системы и космические технологии (Solar System Physics and Space Technology Research, SSPT) — руководитель Стас Барабаш;
- Физика космической плазмы (Space Plasma Physics Research, RPF) — руководитель Юрий Хатьяйнцев;
- Обсерватория (Kiruna Atmospheric and Geophysical Observatory, KAGO) — руководитель Урбан Брендстрем.

Административное руководство осуществляет генеральный директор Олле Норберг. Помимо руководства институтом, он также возглавляет консультативный совет IRF (IRF Advisory Council), назначаемый правительством Швеции. В состав совета на 2025 год входят: Андерс Ёрле, Мария Нильссон (компания Metria), Марк Пирс (Королевский технологический институт), Анн Перссон Гривас (LFV), Пер Вейхед (Технологический университет Лулео).

## Эксперименты со спутниками

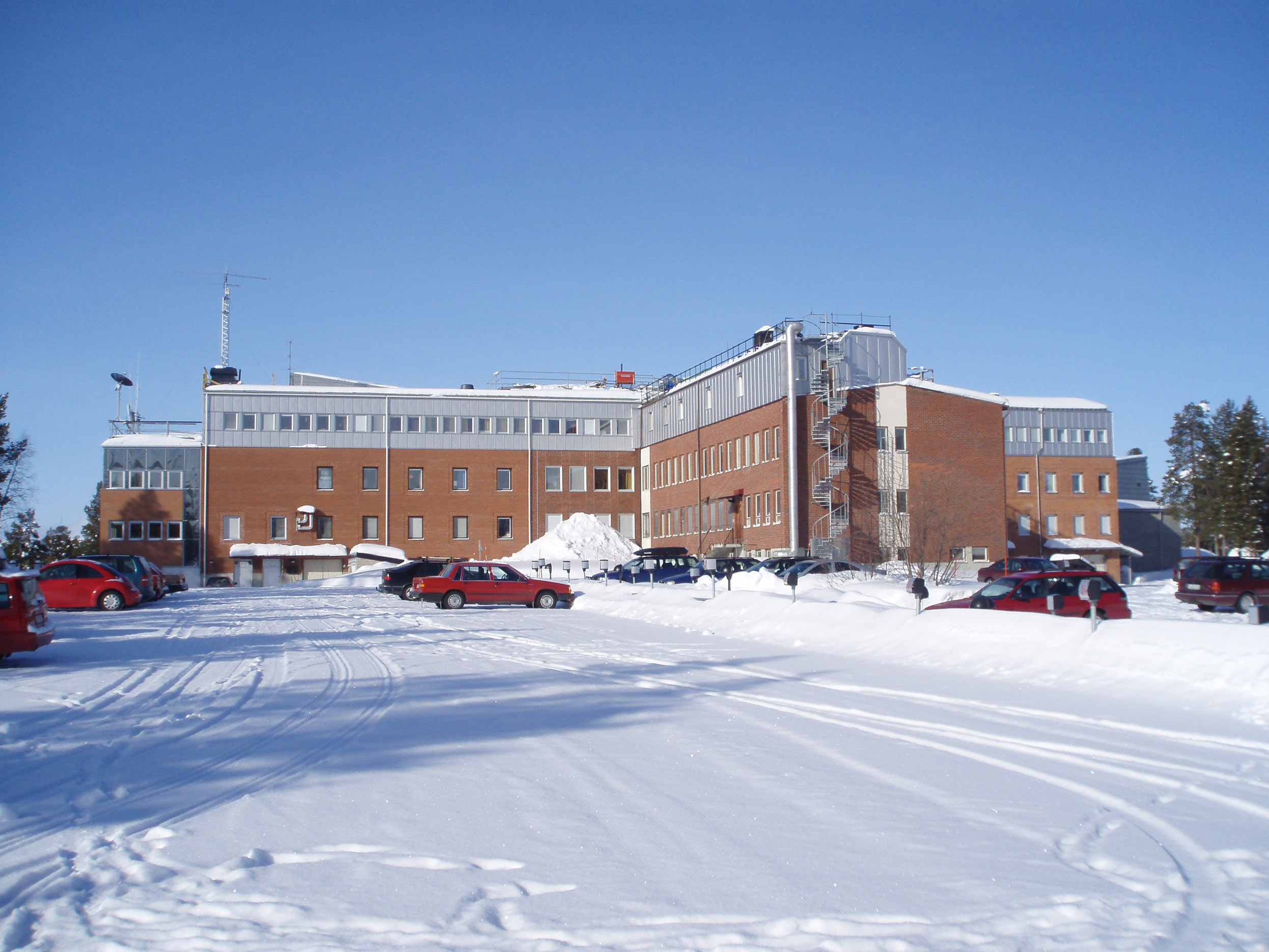
Шведский институт космической физики и Космический кампус Кируны

Институт принимает участие в ряде международных спутниковых проектов. В настоящее время осуществляется анализ данных со спутниковых приборов с целью лучшего понимания плазменных процессов в солнечном ветре, а также в околокометных и околопланетных областях. Так, шведские спутники Viking и Freja, на борту которых находилось оборудование IRF, значительно расширили наши знания о процессах, связанных с полярными сияниями в магнитосфере Земли. Существенный вклад внесли также микроспутники Astrid 1 и Astrid 2, запущенные в 1995 и 1998 годах. Собственный наноспутник IRF Munin (масса — 6 кг; на момент запуска — самый малогабаритный исследовательский спутник) был выведен на орбиту в 2000 году. Прибор, разработанный IRF, установленный на индийском спутнике Chandrayaan-1 (запущен в 2008 году), собрал данные с поверхности Луны, а новые методы измерения частиц в космосе были протестированы на шведской спутниковой миссии Prisma (запуск — 2010 год).
Приборы, разработанные IRF, установлены, в частности, на следующих действующих спутниковых проектах:
- Cluster (2000) — проект Европейского космического агентства (ESA), включающий четыре спутника, работающих в формации для изучения магнитосферы Земли.
- Mars Express (2003) — миссия Европейского космического агентства по исследованию Марса.
- Swarm (2013) — проект Европейского космического агентства, в рамках которого три спутника изучают магнитное поле Земли.
- BepiColombo (2018) — совместная миссия Японского агентства аэрокосмических исследований (JAXA) и Европейского космического агентства по исследованию Меркурия.
- Solar Orbiter (2020) — миссия Европейского космического агентства по изучению солнечного ветра и Солнца.

- JUICE (запуск — 2023 год) — миссия Европейского космического агентства для изучения Юпитера и его ледяных спутников.

Выполненные миссии:
- Cassini (запуск — 1997 год) — совместная миссия НАСА и Европейского космического агентства (ESA) по исследованию Сатурна и его спутника Титана.
- Rosetta (2004) — один из ключевых проектов Европейского космического агентства по изучению кометы 67P/Чурюмова — Герасименко; активные исследования велись с 2014 года, миссия завершилась в конце сентября 2016 года.
- Venus Express (2005) — спутник Европейского космического агентства для исследования Венеры; миссия завершилась в декабре 2014 года.

IRF в космосе с 1968 года →

## Непрерывные измерения
В IRF проводятся непрерывные измерения следующих параметров:
- магнитное поле Земли;
- полярные сияния;
- космический радиошум;
- параметры ионосферы.

## Наземные исследования полярных сияний
Эксперименты проводятся с использованием исследовательских радаров, в том числе радаров Европейской научной ассоциации некогерентного рассеяния (EISCAT), передающие установки которой расположены в Тромсё и на Шпицбергене. Эти установки, в частности, применяются для изучения процессов, вызывающих полярные сияния. Трёхмерная структура полярных сияний изучается с помощью системы ALIS (Auroral Large Imaging System) — многопозиционной системы визуализации, использующей томографические методы реконструкции, искусственный интеллект и современные информационные технологии.

## Атмосферные исследования
Атмосферные исследования в IRF сосредоточены на изучении
- озон в стратосфере;
- стратосферные и мезосферные облака;
- ветры в стратосфере и мезосфере;
- взаимодействие между различными слоями атмосферы (например, перенос между тропосферой и стратосферой) и распространение механических волн.

Для изучения атмосферы используются радиолокационные и оптические методы, зондирующие ракеты и аэростаты. Проводятся непрерывные измерения:
- атмосферные примеси (в том числе озон);
- атмосферные ветры;
- инфразвуковые волны.

## IRF SpaceLab
Испытательный комплекс IRF SpaceLab, расположенный в головном офисе IRF в Кируне (Швеция), предоставляет промышленным и научным организациям широкие возможности для испытаний и квалификации оборудования для спутников, ракет, аэростатов и наземных технологий, связанных с космосом. С 1960-х годов институт разрабатывает приборы для спутников, ракет и аэростатов и располагает всем необходимым оборудованием для моделирования жёстких условий, в которых работают эти приборы.
IRF SpaceLab

## Внешние ссылки
- Официальный сайт Шведского института космической физики
- IRF SpaceLab